# Archidiecezja Sorrento-Castellammare di Stabia
Archidiecezja Sorrento–Castellammare di Stabia – archidiecezja rzymskokatolicka we Włoszech. Powstała w 490 jako diecezja Sorrento. W 1050 promowana do rangi archidiecezji metropolitalnej. W 1979 przestała być siedzibą metropolii. Pod obecną nazwą od 1986.
Siedzibą władz archidiecezji jest Sorrento.

## Ordynariusze

### Archidiecezja Sorrento
- Francesco (1306–1318)
- Ricardo (1319–1320)

...
- Antonio Bretone (1440–1442)
- Domizio Falangola (1442–1470)
- Scipione Cicinelli (1470–1474)
- Giacomo de Sanctis (1474–1479)
- Nardo Mormile (1480–1493)
- Menelao Gennari (1493–1499)
- Francisco de Remolins (1501–1512)
- Gilberto Remolón (1512–1525)
- Filippo Strozzi, O.P. (1525–1530)
- Florent Coquerelle (1530–1544)
- Bernardino Silverii–Piccolomini (1545–1552)
- Bartolomeo Albani (1552–1558)
- Giulio Pavesi, O.P. (1558–1571)
- Lelio Brancaccio (1571–1574)
- Giuseppe Donzelli, O.P. (1574–1588)
- Muzio Bongiovanni (1588–1590)
- Carlo Baldini (1591–1598)
- Gerolamo Provenzale (1598–1612)
- Giovanni Antonio Angrisani, C.R. (1612–1641)
- Antonio del Pezzo (1641–1659)
- Paolo Suardo, C.O. (1659–1679)
- Diego Petra (1680–1699)
- Filippo Anastasio (1699–1724)
- Ludovico Agnello Anastasio (1724–1758)
- Giuseppe Sersale (1758–1759)
- Silvestro Pepe (1759–1803)
- Vincenzo Calà (1805–1817
- Michele Spinelli, C.R. (1818–1824)
- Gabriele Papa (1824–1837)
- Nicola Giuseppe Ugo (1839–1843)
- Domenico Silvestri (1844–1848)
- Leone Ciampa, O.F.M. Disc. (1848–1854)
- Francesco Saverio Apuzzo (1855–1871)
- Mariano Ricciardi (1871–1876)
- Leopoldo Ruggiero (1877–1886)
- Giuseppe Giustiniani (1886–1917)
- Paolo Jacuzio (1917–1944)
- Carlo Serena (1945–1972)
- Raffaele Pellecchia (1972–1977)
- Antonio Zama (1977–1988)

### Archidiecezja Sorrento–Castellammare di Stabia
- Felice Cece (1989–2012)
- Francesco Alfano (od 2012)